# لجنة التحقيق في إساءة معاملة الأطفال
لجنة التحقيق في إساءة معاملة الأطفال (اختصارا: CICA) كانت واحدة من مجموعة من الإجراءات التي أقرتها الحكومة الأيرلندية للتحقيق في مدى وآثار إساءة معاملة الأطفال منذ عام 1936 فصاعدًا. بدأت اللجنة عملها في عام 1999، وعُرفت بشكل شائع في أيرلندا باسم لجنة لافوي نسبة إلى رئيستها القاضية ماري لافوي. استقالت لافوي من منصبها في عام 2003، وخلفها القاضي شون رايان، وأصبحت اللجنة تُعرف باسم لجنة رايان. نشرت اللجنة تقريرها النهائي العلني، الذي يُشار إليه عادة باسم تقرير رايان، في عام 2009.
كانت مهمة اللجنة التحقيق في جميع أشكال إساءة معاملة الأطفال في المؤسسات الأيرلندية المخصصة للأطفال؛ حيث كانت غالبية الادعاءات التي تم التحقيق فيها تتعلق بنظام ستين مدرسة داخلية "إصلاحية وصناعية" كانت تُدار من قبل أوامر الكنيسة الكاثوليكية، وتمولها وتشرف عليها وزارة التعليم الأيرلندية.
ذكر تقرير اللجنة أن الشهادات أثبتت بما لا يدع مجالًا للشك أن النظام بأكمله كان يعامل الأطفال أكثر مثل نزلاء السجناء والعبيد بدلًا من اعتبارهم أشخاصًا يتمتعون بحقوق قانونية وإمكانات بشرية، وأن بعض المسؤولين الدينيين شجعوا الضربات الطقسية وحموا بشكل مستمر أوامرهم الدينية في ظل "ثقافة من السرية التي تخدم مصالحهم الذاتية"، وأن المفتشين الحكوميين فشلوا في وقف هذه الانتهاكات.
من بين الادعاءات الأكثر تطرفًا حول الإساءة كانت الضرب والاغتصاب، والتعرض للضرب عراة في الأماكن العامة، والإجبار على ممارسة الجنس الفموي، والتعرض للضرب بعد محاولات اغتصاب فاشلة من قبل الإخوة الدينيين. وقد وُصفت هذه الإساءة من قبل البعض بأنها هولوكوست أيرلندا. وُصفت الإساءة بأنها كانت "متفشية" في المؤسسات التي تعاملت مع الأولاد. ووصفت صحيفة الغارديان البريطانية الإساءة بأنها "أشياء من كوابيس"، مستشهدة بالصفات المستخدمة في التقرير والتي كانت مرعبة بشكل خاص: "منهجية، منتشرة، مزمنة، مفرطة، عشوائية، متفشية".
دعم قسم الاستنتاجات في التقرير (الفصل 6) النبرة العامة للاتهامات دون استثناء. كانت توصيات اللجنة محدودة النطاق بسبب قاعدتين فرضتهما الحكومة الأيرلندية، وبالتالي لم تتضمن دعوات لمقاضاة أو معاقبة أي من الأطراف المشاركة.
استثنت الحكومة الأيرلندية مؤسسات أخرى؛ حيث طالب الناجون في ذلك الوقت بإدراج مغاسل ماغدالين، لكنها اعتُبرت مؤسسات خاصة.  تم إسكات الناجين خلال عملية التعويض عن إساءة معاملة الأطفال في المرحلة الأخيرة، بينما تم منح الحماية للأوامر الدينية ضد الملاحقة القضائية. 

## الخلفية

### السياق التاريخي
يُوضح الفصل الثاني من التقرير تاريخ المؤسسات السكنية للأطفال في أيرلندا.
قدمت قوانين البرلمان البريطاني:
- مدارس إصلاحية للمجرمين الأصغر سنًا ابتداءً من عام 1858، و
- مدارس صناعية في أيرلندا للأطفال المشردين و/أو الأيتام ابتداءً من عام 1868،

حيث كان من المفترض أن يتعلموا مهارات الحياة، ويتم إطعامهم وتعليمهم. اعتُبرت هذه المدارس تحسنًا على نظام دار العمل لتقديم الإغاثة للفقراء. تم تحسين هذا النظام القاسي على مدى عقود، لا سيما بموجب قانون الأطفال 1908 (8 إدوارد 7. ج. 67) الذي أقرته الحكومة الليبرالية 1905–1915. على الرغم من أن تقرير 2009 يتعامل مع كل نوع من المدارس بشكل منفصل، إلا أنها والمدارس المماثلة تُشار إليها عمومًا باسم "المؤسسات السكنية".
عندما كان الأطفال من عائلات كاثوليكية، أصرت الكنيسة الكاثوليكية الرومانية في أيرلندا على الإشراف على رعايتهم وتربيتهم من خلال إدارة معظم هذه المؤسسات في أيرلندا. انتقد عدد قليل من المؤلفين الكاثوليك الأيرلنديين مثل مايكل مكارثي في عام 1904 وفرانك هيو أو دونيل في عام 1908 التمويل الحكومي غير الخاضع للمراجعة للكنيسة، والإشراف الحكومي غير الكافي في الفترة 1900–1910. تم تجاهلهم بشكل عام من قبل الحركة القومية المتنامية التي كانت تتمتع بدعم قوي من الكنيسة، وكذلك من قبل الإدارة البريطانية التي كانت مقرها في قلعة دبلن.

### استمرارية الدولة الأيرلندية الحرة
بعد تأسيس الدولة الأيرلندية الحرة في عام 1922، لم يتم فعل الكثير لتحديث قانون 1908 أو لضمان الالتزام بقواعده، خاصة تلك المتعلقة بالعقاب الجسدي. كان الغرض من القانون هو إضفاء الطابع الإنساني على المدارس الإصلاحية والمدارس الصناعية ودور الأيتام، وتقليل العقاب البدني. ظلت لوائح قانون 1908 سارية المفعول في أيرلندا دون تغيير يذكر حتى سبعينيات القرن العشرين، بينما تطورت أنظمة أكثر تقدمًا في أماكن أخرى من أوروبا، خاصة بعد عام 1945. في المقابل، خفض قانون الأطفال لعام 1941، الذي تمت صياغته أثناء تولي إيمون دي فاليرا منصب وزير التعليم لفترة وجيزة، الحد الأدنى لسن النزلاء إلى أقل من 6 سنوات، مما سمح باعتقال الأطفال الصغار بسبب فقر والديهم.
منذ خمسينيات القرن التاسع عشر، انتقلت الإدارة اليومية إلى عدة أوامر تابعة للكنيسة الكاثوليكية الأيرلندية، حيث أصرت على تعليم أفرادها الأصغر سنًا. كانت مهمة الإشراف تقع على عاتق الإدارة البريطانية في أيرلندا، ثم على عاتق وزارة التعليم الأيرلندية ابتداءً من عام 1922. كانت هناك أيضًا 5 مدارس بروتستانتية، حيث أغلقت آخرها في عام 1917. تم دفع تكاليف الصيانة من قبل الوزارة على أساس نصيب الفرد (حساب الأفراد)، ولكن الحسابات الداخلية لكل مدرسة لم تُنشر أبدًا. على مدى عقود، كانت الأوامر الدينية عادةً ما ترد على أي شكوى رسمية بالإشارة إلى انخفاض مبلغ نصيب الفرد.
تركت مراجعة رئيسية للنظام أجراها توماس ديريج في الفترة 1933-1936 النظام دون تغيير يذكر، كما فعل قانون الأطفال لعام 1941. وقد قيل إن ديريج رفض إصلاح النظام بما يتماشى مع الإصلاحات البريطانية لعامي 1923 و1933 بسبب موقفه المعادي بشدة لبريطانيا خلال عملية استقلال أيرلندا في الفترة 1916-1923. تم إهمال تقرير كوسن النقدي (1936) الذي أعقب ذلك، وتقرير آخر في الفترة 1946-48 من قبل الكاهن الأيرلندي الأمريكي الأب فلاناغان. في عام 1946، عاد فلاناغان، المشهور ببويس تاون، لزيارة وطنه وقام بجولة في بعض المدارس الصناعية التي يديرها إخوة المسيح. ثم ألقى محاضرة عامة في سينما سافوي في كورك ووصف فيها المدارس بأنها عار وطني. انتقد وزير العدل جيرالد بولاند تصريحات الكاهن قائلًا إنه "لم يكن مستعدًا لأخذ أي ملاحظة لما قاله المونسنيور فلاناغان أثناء وجوده في هذا البلد، لأن تصريحاته كانت مبالغًا فيها لدرجة أنني لم أعتقد أن الناس سيعيرونها أي أهمية."
سعى المطران ماكويد من دبلن للحصول على تقرير خاص عن آرتان من الأب مور في عام 1962، ولكن تم إهمال هذا التقرير أيضًا.
شاركت هيئات أخرى مثل الجمعية الأيرلندية لمنع القسوة ضد الأطفال (ISPCC؛ قبل عام 1956 كانت تُعرف باسم NSPCC) في إرسال الأطفال المحتاجين إلى هذه المؤسسات، بسبب عدم وجود بدائل. تمت إحالة حوالي 60٪ من حالاتهم من قبل الآباء. في الأربعينيات، أشارت الجمعية إلى أن زيادة مدفوعات الرعاية الاجتماعية للأسر الفقيرة ستكون أرخص من دفع مبالغ نصيب الفرد للمدارس الصناعية.
بلغ عدد الأطفال النزلاء ذروته في أوائل إلى منتصف الأربعينيات. انخفضت الأرقام بعد إدخال مدفوعات "بدل الأطفال" في الأربعينيات. أدى قانون التبني لعام 1952 وزيادة الثروة وإجراءات الرعاية الاجتماعية الأخرى إلى تقليل عدد الأطفال المحتاجين في الخمسينيات. غالبًا ما كانت العار العائلي يدفع بأمهات الأطفال غير الشرعيين إلى اللجوء إلى ملاجئ ماغدالين التي تديرها الأوامر الدينية بشكل مماثل.

### بداية الإصلاح في الستينيات
أعدت منظمة التعاون الاقتصادي والتنمية (OECD) تقريرًا عن المدارس الأيرلندية ومستويات التعليم في الفترة 1962-1968، كجزء أساسي من عملية انضمام أيرلندا إلى المجموعة الاقتصادية الأوروبية (EEC) في عام 1973، مما وفر الحافز الخارجي الحيوي للإصلاح. أخيرًا، أدى تقرير كينيدي لعام 1970، الذي أُعد في الفترة 1967-1970، على الرغم من وجود بعض العيوب في أجزاء منه، إلى إلغاء المدارس على مدار العقد التالي، بدءًا من مدرسة آرتان في عام 1969. في هذه الأثناء، كان عشرات الآلاف من الأطفال نزلاء في هذه المؤسسات، بعضهم منذ الطفولة. على الرغم من الشكاوى المتكررة والتحقيقات التي طالبت بالإصلاحات، ظل الخط الرسمي حتى التسعينيات هو أن لا أحد في الحكومة أو الكنيسة أو الخدمة المدنية كان يعرف حقًا ما كان يحدث. ومن الجدير بالذكر أن مايكل مارتن صرح في 13 مايو 1999 قائلًا: لقد تأخرت فكرة اعتبار الطفل فردًا منفصلًا يتمتع بحقوق في هذا البلد.

## تشريع لجنة التحقيق في إساءة معاملة الأطفال (اختصارا: CICA)، 1999-2005
في التسعينيات، أدت سلسلة من الكشوفات الإعلامية إلى إجراءات قانونية من قبل النزلاء السابقين التي أدركت الحكومة أنها ستنجح، مما سيؤدي إلى تعويضات كبيرة وتكاليف قانونية. بشكل رئيسي، تسبب سلسلة البرامج التلفزيونية "حالات خوف" التي أعدتها ماري رافيري لصالح RTÉ في طرح أسئلة في دويل أيرن في أبريل 1999.
في مايو 1999، قدم رئيس الوزراء بيرتي أهرن اعتذارًا سريعًا: "نيابة عن الدولة وجميع مواطني الدولة، ترغب الحكومة في تقديم اعتذار صادق ومتأخر للغاية لضحايا إساءة معاملة الأطفال لفشلنا الجماعي في التدخل، واكتشاف آلامهم، وإنقاذهم." في أبريل-مايو 2000، أقرت حكومته "قانون لجنة التحقيق في إساءة معاملة الأطفال لعام 2000". تمت إعادة تسمية المؤسسات باسم "المؤسسات السكنية" لتشمل بشكل شامل "مدرسة، مدرسة صناعية، مدرسة إصلاحية، دار أيتام، مستشفى، دار رعاية الأطفال وأي مكان آخر يتم فيه رعاية الأطفال خارج أسرهم."
كانت لجنة التحقيق في إساءة معاملة الأطفال (CICA) في البداية مُتصورة كجهة إحصائية مستقلة للنزلاء السابقين لتسجيل تجاربهم.[بحاجة لمصدر]
بموجب قانون عام 2002، تم إنشاء "مجلس التعويضات" إلى جانب CICA، والذي سيدفع التعويضات وفقًا للتوصيات.
تمت تحقيقات CICA من خلال لجنتين فرعيتين:
- لجنة سرية سمحت للمشتكين بسرد تجاربهم "في إطار سري".
- لجنة تحقيق أكثر نشاطًا حيث يمكن إجبار الشهود على الحضور.[19]

على الرغم من تمويلها من قبل وزارة التعليم، وجدت CICA نفسها أحيانًا معاقة من قبل الوزارة ومن قبل هيئات الكنيسة المختلفة، خاصة بسبب نقص الوثائق. نتيجة لذلك، استقال أول رئيس للجنة، القاضي لافوي، في عام 2003، جزئيًا بسبب عملية مراجعة طويلة تسببت في تأخير لمدة 9 أشهر. تم رعاية هذه المراجعة من قبل الوزارة وترأسها شون رايان، محامٍ كبير، الذي أصبح بعد ذلك رئيس CICA التالي.
صاحب تعيين السيد رايان تعليق حكومي من قبل نويل ديمبسي بأنه سيتم تعيينه أيضًا كقاضٍ. كان هذا مفاجئًا في ذلك الوقت، حيث أن عدد قضاة المحكمة العليا الأيرلندية محدود بموجب القانون، ولم تكن هناك أي شواغر في ذلك الوقت. ظهرت أسئلة حول نزاهة CICA، ولكن في النهاية كان تقريرها النهائي مدروسًا بدقة. تم فرض قيود على CICA بموجب قانون عام 2000، وأعادت النظر في نهجها وتركيزها في "جلسات الظهور" التي بدأت في منتصف عام 2004، مما تطلب من جميع الأطراف المعنية إكمال سلسلة من الاستبيانات. كما نشرت عددًا من التقارير المؤقتة.
بعد جلسات الظهور، تم تعديل قانون عام 2000 بموجب قانون آخر في عام 2005. كان الإصلاح الرئيسي (القسم 8) هو حظر تحديد هوية المُتهم بالإساءة ما لم يكن قد أدين بتلك الإساءة.
ومن الجدير بالذكر أنه بينما قدم كل شاهد أمام اللجنة أدلة على العقاب البدني المتكرر، الذي تم تطبيقه خلافًا للوائح وبالتالي بشكل إجرامي، لم يتقدم أي شاهد من الكنيسة لتأكيد حالة واحدة من هذا القبيل. واجهت اللجنة صعوبات عندما كان المشتكون أو المتهمون مشاركين في قضايا جنائية أو مدنية متوازية، مثل تجارب التطعيم التي أجريت على الأطفال النزلاء. مع وجود مثل هذه الآراء المتباينة، كانت مهمة CICA صعبة ومثيرة للجدل، لكنها اتفقت مع الأدلة التي قدمها المشتكون. وبالنظر إلى الاعتذار العام للسيد أهرن في عام 1999، سيكون من الصعب استنتاج خلاف ذلك.

## التأسيس والمهام
تم تأسيس اللجنة لأول مرة على أساس إداري في مايو 1999، تحت رئاسة القاضية ماري لافوي. كان الهدف الأول المحدد للجنة هو النظر في الشروط المرجعية الواسعة التي تم تقديمها لها آنذاك، وتحديد ما إذا كانت هذه الشروط تحتاج إلى تحسين، والتوصية إلى الحكومة بالصلاحيات والضمانات التي ستحتاجها للقيام بعملها بشكل فعال. قدمت اللجنة تقريرًا إلى الحكومة في سبتمبر وأكتوبر 1999. تم سن قانون لجنة التحقيق في إساءة معاملة الأطفال لعام 2000 (القانون) في 26 أبريل 2000. وقد اتبع قانون عام 2000 بشكل وثيق التوصيات الواردة في تقارير اللجنة غير الإحصائية، وتم توسيعه بموجب قانون تعديل لجنة التحقيق في إساءة معاملة الأطفال لعام 2005.
أعلنت القاضية لافوي عن نيتها في الاستقالة في 2 سبتمبر 2003، وذلك بعد إعلان وزارة التعليم (أيرلندا) عن مراجعة تتعلق بنطاق عمل اللجنة. وفي رسالة استقالتها، قالت: "... إن التأثير التراكمي لتلك العوامل، التي تميز كل منها بفترات طويلة من عدم اليقين بالنسبة للجنة، قد ألغى بشكل فعال ضمان الاستقلالية في أداء وظائفها [...] وأعاق قدرة اللجنة على أداء وظائفها القانونية كما تصورها البرلمان الأيرلندي (Oireachtas) بسرعة معقولة." وخلفها القاضي شون رايان.
كانت اللجنة الإحصائية التي تم تأسيسها بموجب قوانين 2000-2005 تتمتع بأربع وظائف رئيسية:
- الاستماع إلى ضحايا إساءة معاملة الأطفال الذين يرغبون في سرد تجاربهم في منتدى متعاطف؛
- التحقيق الكامل في جميع الادعاءات المتعلقة بالإساءة التي يتم تقديمها إليها، إلا إذا كان الضحية لا يرغب في إجراء تحقيق؛
- النظر في ما إذا كانت طريقة إدارة المؤسسات وإدارتها والإشراف عليها وتنظيمها قد ساهمت في حدوث الإساءة؛
- نشر تقرير عن نتائجها للجمهور العام، مع توصيات لمعالجة آثار الإساءة على أولئك الذين عانوا منها ولمنع إساءة معاملة الأطفال في المؤسسات في المستقبل.

تم تعريف "الطفل" على أنه أي شخص يقل عمره عن 18 عامًا، وتم تعريف "المؤسسة" على أنها أي مكان يتم فيه رعاية الأطفال خارج أسرهم، وتم تضمين أربعة أنواع من الإساءة في ولاية اللجنة:
- الإساءة الجسدية – إلحاق الأذى الجسدي بالطفل أو الفشل في منع ذلك.
- الإساءة الجنسية – استخدام الطفل للإثارة الجنسية أو الإشباع الجنسي.
- الإهمال – الفشل في رعاية الطفل مما يعرضه لخطر أو يسبب ضررًا جسيمًا أو آثارًا سلبية خطيرة.
- الإساءة العاطفية – أي أفعال أو إغفالات أخرى تجاه الطفل تعرضه لخطر أو تسبب ضررًا جسيمًا أو آثارًا سلبية خطيرة.

عملت اللجنة من خلال فريقين متكاملين. قدمت "اللجنة السرية" منتدى خاصًا للشهود لـ"سرد كامل للإساءة التي تعرضوا لها في جو يتسم بالتعاطف والتفهم لهم، وبأكبر قدر ممكن من عدم الرسمية في هذه الظروف." [القسم 4 (ب) من قانون 2005]. ولم يُسمح لتقرير هذه اللجنة بتحديد هوية الشهود أو الأشخاص الذين تم الادعاء ضدهم أو المؤسسات التي زعموا أنهم تعرضوا فيها للإساءة. ولم يكن هناك "أي فرصة لأي شخص مشارك لمعارضة صحة البيانات المقدمة."
من ناحية أخرى، استمعت "لجنة التحقيق" إلى أدلة من الشهود الذين يرغبون في التحقيق في ادعاءاتهم. ولهذا السبب، يمكن للمستجيبين من الأوامر الدينية وغيرهم أيضًا تقديم أدلة ويمكن إجبارهم على الحضور و/أو تقديم المستندات المطلوبة من قبل اللجنة. وكان لجميع الأطراف الحق في التمثيل القانوني واستجواب الشهود. تم عقد 26 جلسة استماع عامة في عام 2005 وتم نشر محاضرها، ولكن معظم جلسات الاستماع كانت سرية.

## التقرير العام لعام 2009
تم نشر تقرير اللجنة في 20 مايو 2009 في خمسة مجلدات مع ملخص تنفيذي يحتوي على 43 استنتاجًا و20 توصية.

### الادعاءات ومداها
تناول التقرير الادعاءات التي تم جمعها على مدى تسع سنوات من 2000 إلى 2008. وتتعلق هذه الادعاءات بتجارب تراوحت بين عام 1914 وبداية عمل اللجنة. تم عقد جلسات استماع في أيرلندا والمملكة المتحدة وأماكن أخرى. ومن بين حوالي 25,000 طفل التحقوا بالمؤسسات في الفترة المعنية، تقدم حوالي 1,500 شخص بشكاوى إلى اللجنة. تُظهر سجلات اللجنة أن 474 ادعاءً بالإساءة الجسدية و253 ادعاءً بالإساءة الجنسية قدمها الأولاد ضد المؤسسات في تلك الفترة. كما تُظهر السجلات أن 383 ادعاءً بالإساءة الجسدية و128 ادعاءً بالإساءة الجنسية قدمتها الفتيات ضد المؤسسات على مر السنين المعنية. غطت هذه الادعاءات جميع مستويات الإساءة من الأكثر خطورة إلى الأقل، وتم تقديمها ضد كل من العاملين الدينيين والعلمانيين. كانت غالبية ادعاءات الإساءة الجنسية من قبل الفتيات ضد موظفين كان من المفترض أن يتم الإشراف عليهم من قبل الأوامر الدينية.
من بين بعض أقوى ادعاءات الإساءة: وصف أحد الأشخاص كيف حاول إخبار الراهبات بأنه تعرض للتحرش من قبل سائق سيارة إسعاف، فقط ليتم "تجريده من ملابسه وجلده من قبل أربع راهبات لـ'إخراج الشيطان منه'". وصف آخر كيف تم إخراجه من سريره و"إجباره على المشي عاريًا مع أولاد آخرين بينما كان الإخوة يستخدمون عصيهم ويضربون أعضائه التناسلية". ووصف آخر كيف تم "ربطه على صليب واغتصابه بينما كان آخرون يستمنون بجانبه".

### الاستنتاجات
كانت الإساءة الجسدية والعاطفية والإهمال سمات بارزة في المؤسسات. وقعت إساءات جنسية في العديد من هذه المؤسسات، خاصة تلك المخصصة للأولاد. كانت المدارس تُدار بطريقة صارمة ومنظمة فرضت انضباطًا غير معقول وقاسيًا على الأطفال وحتى على الموظفين.
- - الإساءة الجسدية: اعتمد العاملون في المدارس الإصلاحية والصناعية على التحكم الصارم من خلال العقاب البدني الشديد وخوف الأطفال منه. كان مناخ الخوف، الناتج عن العقاب المنتشر والمفرط والعشوائي، سائدًا في معظم المؤسسات وخاصة تلك المخصصة للأولاد. عاش الأطفال في رعب يومي من عدم معرفة مصدر الضربة التالية.
  - الإساءة الجنسية: كانت الإساءة الجنسية متفشية في مؤسسات الأولاد. كشفت المدارس التي تم التحقيق فيها عن مستوى كبير من الإساءة الجنسية للأولاد تحت الرعاية، تتراوح من اللمس غير اللائق إلى الاغتصاب العنيف. تمكن الجناة من العمل دون اكتشافهم لفترات طويلة في قلب المؤسسات. عند مواجهة أدلة على الإساءة الجنسية، كانت استجابة السلطات الدينية نقل الجاني إلى موقع آخر حيث كان في كثير من الأحيان حرًا في الإساءة مرة أخرى. لم تكن سلامة الأطفال بشكل عام محل اعتبار. كانت الوضعية في مؤسسات الفتيات مختلفة. على الرغم من تعرض الفتيات لإساءات جنسية من قبل الموظفين الذكور أو الزوار أو في أماكن خارجية، إلا أن الإساءة الجنسية لم تكن منهجية في مدارس الفتيات.
  - الإهمال: أبلغ معظم الشاكين من الذكور والإناث عن معايير رعاية جسدية سيئة. كان الأطفال غالبًا جائعين، وكان الطعام غير كافٍ وغير صالح للأكل ومُعد بشكل سيء في العديد من المدارس. كانت أماكن الإقامة باردة وبسيطة وكئيبة. كانت المرافق الصحية بدائية في معظم مدارس الأولاد، وكانت مرافق النظافة العامة سيئة.
  - الإساءة العاطفية: تحدث الشهود عن تعرضهم للإهانة والسخرية يوميًا. تم استخدام الأمور الخاصة مثل الوظائف الجسدية والنظافة الشخصية كفرص للإذلال والتقليل من الشأن. كان التقليل من شأن الأفراد والعائلات منتشرًا. كانت هناك انتقادات لفظية مستمرة وإساءات لفظية، وكان يُقال للأطفال إنهم بلا قيمة.
  - الإشراف من قبل وزارة التعليم: كان نظام التفتيش من قبل الوزارة معيبًا بشكل أساسي وغير قادر على أن يكون فعالًا. لم يتم التحقيق بشكل صحيح في الشكاوى المقدمة من قبل الآباء وغيرهم إلى الوزارة. لم تطبق الوزارة المعايير الواردة في القواعد والإرشادات الخاصة بها عند التحقيق في الشكاوى، بل سعت إلى حماية والدفاع عن الجماعات الدينية والمدارس. تعاملت الوزارة بشكل غير كافٍ مع الشكاوى المتعلقة بالإساءة الجنسية، والتي تم تجاهلها أو رفضها بشكل عام.

### حدود النطاق
كان نطاق توصيات لجنة التحقيق في إساءة معاملة الأطفال (CICA) محدودًا منذ البداية في فئتين؛ وهو قيد تم انتقاده على نطاق واسع. في الجوهر، دافع دافعو الضرائب الأيرلنديون عن تكاليف اللجنة وأي تعويضات، ولكن دون معرفة المسؤولين بالضبط، ودون محاكمات عن أفعال أو إغفالات كانت clearly إجرامية. أقرت CICA بأنها ".. كانت مطلوبة لتقديم توصيات تحت عنوانين:"
1. لتخفيف أو معالجة آثار الإساءة على أولئك الذين عانوا منها.
2. لمنع الإساءة المستقبلية للأطفال في المؤسسات.

### ردود الفعل على التقرير

#### رد الفعل الأيرلندي
وصفت صحيفة "The Irish Times" التقرير بأنه "إدانة مدمرة لسلطات الكنيسة والدولة"، و"خريطة لجحيم أيرلندي." وأضافت: "إن الحجم الهائل وطول مدة العذاب الذي تعرض له الأطفال العزل – أكثر من 800 معتدي معروف في أكثر من 200 مؤسسة كاثوليكية على مدار 35 عامًا – يجب أن يجعل من الواضح أن ذلك لم يكن عرضيًا أو فرصة بل كان منهجيًا. لم تكن الإساءة فشلًا في النظام، بل كانت هي النظام نفسه."
وصفت الرئيسة الأيرلندية ماري ماك أليس الإساءة بأنها "خيانة فظيعة للحب"، قائلة: "قلبي مع ضحايا هذا الظلم الفظيع، ظلم تفاقم بسبب حقيقة أنهم اضطروا إلى المعاناة في صمت لفترة طويلة."

#### رد فعل الكنيسة
قدمت الكنيسة الكاثوليكية اعتذارًا علنيًا عن الإساءات التي حدثت في المؤسسات التي تديرها. قال رئيس أساقفة دبلن، ديارمويد مارتن، إن التقرير يكشف عن "ثقافة من السرية والإنكار" داخل الكنيسة، ودعا إلى تحمل المسؤولية الكاملة عن هذه الإساءات. كما أشار إلى أن الكنيسة بحاجة إلى التعلم من هذه الأخطاء لضمان عدم تكرارها في المستقبل.

#### رد فعل الحكومة
قدمت الحكومة الأيرلندية اعتذارًا رسميًا عن فشلها في حماية الأطفال. وعدت باتخاذ إجراءات لضمان عدم تكرار مثل هذه الأحداث، بما في ذلك تعزيز قوانين حماية الطفل وتحسين آليات الإشراف على المؤسسات التي تعتني بالأطفال.

#### رد فعل الناجين
عبّر الناجون عن مشاعر مختلطة بين الارتياح لرؤية الحقيقة تخرج إلى النور وخيبة الأمل من عدم تقديم المسؤولين إلى العدالة بشكل كافٍ. طالب العديد منهم بمزيد من الإجراءات لضمان حصولهم على العدالة والتعويض المناسب.

#### ردود الفعل الدولية
أثار التقرير ردود فعل دولية، حيث وصفت منظمات حقوق الإنسان التقرير بأنه خطوة مهمة نحو تحقيق العدالة لضحايا الإساءة. ودعت إلى إجراءات عالمية لضمان حماية الأطفال من الإساءة في المؤسسات الدينية وغيرها.
دعا وزير المالية الأيرلندي، براين لينيهان، الأوامر الدينية إلى زيادة مساهماتها في صندوق تعويضات الدولة.
وقال وزير العدل الأيرلندي، ديرموت أهرن، إن التقرير سيتم فحصه من قبل أعضاء غاردا سيوتشانا للتحقق من إمكانية اتخاذ إجراءات جنائية.
تم فتح كتاب تضامن في قصر مانشن هاوس في دبلن، حيث وقع أكثر من 2000 شخص عليه بحلول 23 مايو 2009. ووصفت لورد مايور دبلن، إيفلين بيرن، كيف كان المواطنون يقتربون منها للتعبير شخصيًا عن تضامنهم أيضًا.
قال الكاردينال شون برادي (زعيم الكنيسة الكاثوليكية في أيرلندا) إنه "يشعر بالأسف العميق والخجل الشديد لأن الأطفال عانوا بهذه الطرق المروعة في هذه المؤسسات. هذا التقرير يوضح أن أخطاء كبيرة وأذى لحق ببعض أكثر الأطفال ضعفًا في مجتمعنا. إنه يوثق قائمة مخزية من القسوة: الإهمال، والإساءة الجسدية والجنسية والعاطفية، التي ارتكبت ضد الأطفال." وأعلن أن أي شخص مسؤول عن إساءة معاملة الأطفال في المؤسسات التي تديرها الكنيسة الكاثوليكية يجب أن يحاسب. وقد صدق على ذلك فينسينت نيكولز (زعيم الكنيسة الكاثوليكية في إنجلترا وويلز) قائلًا إنه يجب محاسبة المسؤولين عن الإساءة "بغض النظر عن الوقت الذي حدثت فيه".
قال الأب مايكل ميرناغ، الكاهن الأوغسطيني البالغ من العمر 70 عامًا والذي قام مؤخرًا برحلة حج لمسافة 272 كم من كوف إلى دبلن كتكفير عن استجابة الكنيسة لإساءة معاملة الأطفال من قبل رجال الدين، إنه شعر بالصدمة من حجم الإساءة وطول مدتها، "خاصة فيما يتعلق بدور الدولة والحكومة التي يبدو أنها تواطأت في تشجيع إدخال الأطفال إلى هذه المؤسسات للحفاظ على الأعداد."
لا يمكن استخدام التقرير نفسه في الإجراءات الجنائية (جزئيًا لأن إخوة المسيح رفعوا دعوى قضائية بنجاح ضد اللجنة لمنع ذكر أسماء أعضائها في التقرير)، ويقول الضحايا إنهم يشعرون بأنهم "خُدعوا وخُذلوا" بسبب عدم وجود محاكمات، و"بسبب ذلك فإن هذا التحقيق معيب للغاية، وغير مكتمل، وقد يصفه الكثيرون بأنه تبييض للصورة."
أفادت خدمات الإرشاد بزيادة كبيرة في عدد المكالمات بعد نشر التقرير، حيث غُمرت بعض المراكز بالطلبات على الرغم من جلب متطوعين إضافيين. وشمل المتصلون أشخاصًا لم يتحدثوا أبدًا عن إساءة المعاملة التي تعرضوا لها من قبل، حيث أعاد نشر التقرير فتح جراحهم القديمة.

في 25 مايو 2009، نشرت صحيفة The Irish Times رد فعل ديارمويد مارتن، رئيس أساقفة دبلن، الذي قال (مقتبسًا جزئيًا من مراسل):
"'هناك دائمًا ثمن يجب دفعه لعدم الاستجابة'. سيتعين على الكنيسة أن تدفع هذا الثمن من حيث مصداقيتها. أول شيء يتعين على الكنيسة فعله هو الخروج من أي حالة إنكار. عندما تشارك الكنيسة في الرعاية الاجتماعية، يجب أن تكون في الطليعة. هذا يختلف عن الوضع الذي تعلن فيه الكنيسة أنها في الطليعة.... في وقت قصير جدًا، سيتم نشر تقرير آخر عن الاعتداء الجنسي على الأطفال، هذه المرة حول كيفية إدارة مثل هذه الإساءة في أبرشية دبلن التي أنا رئيس أساقفتها."
في 10 يونيو 2009، تم تنظيم مسيرة تضامنية لضحايا الإساءة في دبلن، حيث انطلقت من حديقة التذكار في ساحة بارنيل إلى مبنى لينستر هاوس.

### جدل وستمنستر
نُقل عن رئيس أساقفة وستمنستر الكاثوليكي، فينسينت نيكولز، قوله:
"أفكر في أولئك الذين ينتمون إلى الأوامر الدينية وبعض رجال الدين في دبلن الذين يجب عليهم مواجهة هذه الحقائق من ماضيهم، والتي بطبيعة الحال يفضلون عدم النظر إليها. هذا يتطلب شجاعة، كما لا ينبغي أن ننسى أن هذا التقرير اليوم سيُخفي أيضًا كل الخير الذي قاموا به."
أثار هذا الاقتباس جدلاً، حيث قال جون كيلي من منظمة "الناجون الأيرلنديون من إساءة معاملة الأطفال" إنه "بيان صادم".

### ردود الفعل الدولية
تم تغطية نتائج التقرير من قبل وسائل الإعلام من جميع أنحاء العالم في الأيام التي تلت نشره. حتى 23 مايو 2009، كانت الرسائل لا تزال تُرسل إلى صحيفة The Guardian في المملكة المتحدة وThe Sydney Morning Herald في أستراليا، تعبر عن الرعب من الكشفيات. وصفت صحيفة The Canberra Times النشر بأنه "تقرير رئيسي جديد"، مشيرة إلى أن رجال الدين الأستراليين سيتم فحصهم لأي صلات بـ"ادعاءات الاعتداء الجنسي المروعة" من أيرلندا. ووصفت صحيفة Arab News، وهي صحيفة ناطقة باللغة الإنجليزية من الشرق الأوسط، التقرير بأنه "قراءة مروعة". كما تناولت صحيفة Taipei Times "الحجم الصادم" للاعتداءات الجنسية والجسدية في المؤسسات التعليمية الأيرلندية.
غطت الشبكات الأمريكية، بما في ذلك ABC News وCNN، القصة، كما فعلت BBC وCBC وSky News. كما استعرضت مجلة Time "أكثر الأفعال المنحرفة" التي تم ارتكابها في تغطيتها للقصة. وتحدثت الصفحة الأولى من عدد 21 مايو 2009 من صحيفة The New York Times عن "المأساة المخزية لأيرلندا"، مما أدى إلى ردود فعل تصفها بأنها "محاكمة نورمبرغ، على الطريقة الأيرلندية، بدون أسماء، بدون محاكمات، وبدون ظهور في المحكمة."
في يونيو 2009، خلال زيارة إلى الفاتيكان، استمع الأساقفة مارتن وبرادي من البابا بنديكتوس السادس عشر قوله: "... حثهم على تحديد حقيقة ما حدث، وضمان تحقيق العدالة للجميع، ووضع الإجراءات التي ستضمن عدم تكرار هذه الانتهاكات، بهدف تحقيق الشفاء للناجين."

## صفقة التعويض لعام 2002
تم التوقيع سرًا على "صفقة تعويض" في 5 يونيو 2002 بين ممثلين عن مؤتمر رجال الدين في أيرلندا (Cori)، وهي مجموعة مظلة تمثل 138 جماعة دينية نيابة عن 18 أمرًا دينيًا كانت تدير المؤسسات السكنية، ووزير التعليم آنذاك مايكل وودز. وقد ضمنت الصفقة الحماية للأوامر الدينية من الإجراءات القانونية، حيث سيتم تغطية أي تكاليف من قبل دافعي الضرائب الأيرلنديين، مقابل نقل ممتلكات وأصول بقيمة 128 مليون يورو إلى الحكومة. ولم يشارك أي ممثلين عن الضحايا في هذه المفاوضات. كان الهدف الأصلي هو توفير أموال كافية لمجلس التعويضات، ولكن في غضون ذلك، تقدم عدد كبير بشكل غير متوقع من المطالبين. لم تكن الصفقة كافية لتغطية تكاليف لجنة التحقيق في إساءة معاملة الأطفال (CICA) نفسها، ناهيك عن أي تعويضات، كما ظلت سرية حتى كشف عنها الإعلام في يناير 2003. علاوة على ذلك، تم إتمام الصفقة تحت حكومة تصريف الأعمال، في وقت الانتخابات العامة الأيرلندية 2002، في اليوم الأخير الممكن، وبالتالي لم تتمكن من الحصول على موافقة مجلس الوزراء أو مناقشتها في دويل أيرن. وبالنظر إلى أن الأوامر الكاثوليكية أصرت على تعليم جميع الأطفال المعنيين ، فقد فرضت بشكل غير عادل تكاليف غير مباشرة على دافعي الضرائب غير الكاثوليك أو غير المسيحيين.
في هذه الظروف، وبالنظر إلى التكلفة الصافية التي تقترب من مليار يورو على دافعي الضرائب الأيرلنديين، تم التشكيك في شرعيتها. تعرض الوزير مايكل وودز لانتقادات من قبل زعيم فاين غايل إندا كيني وسط دعوات لإعادة فتح المفاوضات. رفضت الأوامر الدينية المعنية  في البداية إعادة فتح مفاوضات التعويض. وفي أواخر عام 2009، تم عقد مفاوضات مع 18 مجموعة كنسية، ويبدو أن رسائل العرض تم قبولها كما هي من قبل الحكومة، دون إثبات أي جهد لزيادة المبالغ المعروضة.
ثم في أبريل 2010، تم الإعلان عن اتفاقية تقضي بدفع 348 مليون يورو إضافية. كما أكد إعلان 2010 لأول مرة أن العملية بأكملها منذ عام 1999 أدت إلى "تكاليف تجاوزت مليار يورو على الدولة"، في وقت كانت أيرلندا لا تزال تعاني من الركود الاقتصادي الأيرلندي بعد 2008.
حكومة جمهورية أيرلندا تدرك أيضًا المبالغ الضخمة للتعويضات التي تم منحها في الولايات المتحدة، حيث تكون الملاحقة القضائية للمتهمين أكثر قوة".
أعقدت صفقة التعويض مسألة المسؤولية النهائية. فعلى مدى عقود، كانت الحكومة ووزارة التعليم تُلامان على نقص الإشراف، بينما رفضت أجزاء مختلفة من الكنيسة الكاثوليكية إصلاح الأنظمة الداخلية، وتجاهلت الشرطة الشكاوى بشكل عام، وأرسلت المحاكم الأطفال الصغار إلى المؤسسات دون اهتمام كبير بحقوقهم. وظهرت صفقة عام 2002 في hindsight كمحاولة حسنة النية ولكنها غير مرضية لحل سريع.

### مؤسسات كنيسة أيرلندا
ينشط الناشطون أيضًا في محاولة توسيع نظام التعويضات ليشمل ضحايا الإساءة المؤسسية في أماكن مثل بيتاني للأمهات والأطفال في راثغار. غالبًا ما كانت الفتيات "في مأزق" يُحضرن إلى المنزل من قبل قس بروتستانتي. بينما كانت هذه المؤسسات تابعة لكنيسة أيرلندا، وكان أتباعها يستخدمونها، إلا أنه يُزعم أن المنزل لم يكن يديره الكنيسة نفسها، إلا أن أعضاء الكنيسة كانوا يجلسون في مجلس إدارة المنزل، وكان المنزل معتمدًا من قبل كنيسة أيرلندا كـ"مكان مناسب للفتيات البروتستانتيات قيد الاحتجاز"، ومعترف به من قبل المحاكم كمكان للاحتجاز. وتواصل مجموعة "ناجو بيتاني" حملتها للضغط على الحكومة المنتخبة حديثًا لإدراجهم في نظام التعويضات.
بعض المؤسسات السكنية التي أسسها ويديرها أعضاء من كنيسة أيرلندا مثل مستشفى ستيوارت ودار أطفال ميس كار، نظرًا لارتباطها بـمجلس الصحة الشرقي، تدخل ضمن نطاق نظام مجلس التعويضات، وبالتالي يحق للضحايا التقدم بطلبات للحصول على تعويضات. تمت إضافة هذه المؤسسات إلى قائمة التعويضات بعد شكاوى وحملات تدعو إلى عدم استبعادها.
كما ناضل الناشطون من أجل إدراج عدد من دور رعاية الأطفال التي تديرها الطوائف البروتستانتية ودور الأيتام السابقة مثل منازل سميلي، والتي كانت خاضعة لتنظيم الدولة وتفتيش الوزارة، في نظام التعويضات.
هناك أحد عشر منزلًا تابعًا للسيدة سميلي كانت الحكومة في حوار معها حول المساهمة في صندوق التعويضات.
طالب المقيمون السابقون في دور رعاية وأيتام أخرى تم تعيينها من قبل كنيسة أيرلندا للأطفال البروتستانت مثل دار أيتام ويستبانك في غريستاونز ومنزل أوفوكا في ويكلو، بإدراجهم في نظام التعويضات لعام 2002، وباعتذار.
تم إدراج بعض المؤسسات التي تديرها كنيسة أيرلندا للأطفال الأكبر سنًا مثل منزل الكوخ وعش الطيور في قائمة المؤسسات المشمولة بنظام التعويضات، حيث تم اكتشاف أن هذه المنازل سمحت بإجراء تجارب لقاحات على المقيمين فيها من قبل قسم الأحياء الدقيقة الطبية في جامعة كوليدج دبلن.

### منزل ترادر
في عام 1975، تم إنشاء منزل ترادر في نيوتاونماونت كينيدي، مقاطعة ويكلو، من قبل لجنة دبلن لشؤون الرحل، وهي مجموعة تطوعية، كمنزل سكني للأطفال من مجتمع الرحل الذين ظهروا أمام المحاكم. تم تمويل المنزل من قبل مجلس الصحة الشرقي، وتم إرسال الأولاد إلى المنزل بعد صدور أحكام قضائية بحقهم. في أغسطس 1985، أشارت مجلة نيو هيبرنيا إلى "مخالفات" في المنزل وإلى ادعاءات عن ضربات وإساءة جنسية للأطفال. وفي منتصف التسعينيات، قدم حوالي 19 شابًا من الرحل ادعاءات عن إساءة جنسية ضد ستة أشخاص مرتبطين بالمنزل السكني. تم إغلاق المنزل في أبريل 1995. يحق للضحايا الحصول على تعويضات من مجلس التعويضات.

## قراءة إضافية
- Arnold، B. (2009). The Irish Gulag. Dublin: Gill & Macmillan. ISBN:978-0-7171-4614-7.

## وصلات خارجية
- إساءة الأمانة وثائقي على قناة RTÉ TV3 في 16 يونيو 2009
- الدولة خسرت لعبة عالية المخاطر مع راهبتين
- جون كوستيلو، الدفاع عن غير القابل للدفاع في فضيحة مروعة
- تعليق الرئيسة ماري مكاليز على إذاعة RTÉ Morning Ireland في 28 مايو 2009
- الموقع الرسمي للجنة
- هنري مكادون، آلاف الأطفال تعرضوا للاغتصاب والإساءة في المدارس الكاثوليكية في أيرلندا, ذا جارديان، 2009-05-20
- كريس هييفي، ضحية إساءة في مدرسة جرينمونت الصناعية، كورك، يقدم خطابًا مؤثرًا في شارع باتريك، كورك في 28 مايو 2009
- نص تقرير مشابه بعنوان "لجنة التحقيق في إساءة معاملة الأطفال في المؤسسات في كوينزلاند" (تحقيق فورد)، 1999، كوينزلاند، أستراليا